# Мартен-дю-Гар, Жан-Поль
Жан-Поль Мартен-дю-Гар (фр. Jean-Paul Martin du Gard; 3 мая 1927, Париж, Франция — 26 февраля 2017, там же) — французский легкоатлет, победитель чемпионата Европы в Берне (1954).

## Спортивная карьера
Родился в семье писателя Мориса Мартена дю Гара.
Представлял Парижский университетский клуб (PUC). Чемпион Франции в беге на 200 м (1955). Трехкратный национальный рекордсмен в эстафетном беге на дистанции 4×400 м (1950, 1952 и 1954).
На протяжении карьеры представлял Францию на 35 международных соревнованиях. В 1949 г. стал серебряным призером на Летней неделе спорта в итальянском Мерано.
На чемпионате Европы в Брюсселе (1950) был в составе эстафетной команды, установившей национальный рекорд Франции в забеге 4х400 м (3: 11,6), но этого хватило только для четвертого места. На первых Средиземноморских играх в Александрии (1951) был участником команды-победительницы в забеге 4х400 м.
На летних Олимпийских играх в Хельсинки (1952) в той же дисциплине был шестыми с результатом 3: 10,1. На чемпионате Европы в Берне (1954) в индивидуальном зачете не пробился в финал, в составе эстафетной четверки на 400 м выиграл золото с новым национальным рекордом. (3: 08,7).
На Олимпийских играх в Мельбурне (1956) выступил неудачно, как в личном зачете, так и в эстафете, французы не смогли выйти в финал.

## Дальнейшая карьера
В 1959 г. получил высшее образование в области архитектуры. С 1961 по 1987 г. — консультант-архитектор в министерстве здравоохранения Франции, среди его основных работ мы можем упомянуть Центр спортивной экспертизы и производительности (CREPS) в Реймсе, центр спортивной экспертизы и спортивной подготовки, больницы в Вердене и Бар-ле-Дюке, центр для инвалидов в Гивельде и Саране (2004), а также задание поликлиники в Льевене и пристройка к больнице в Ле-Везине.
С 1998 по 2003 г. являлся президентом секции легкой атлетики Парижского университетского клуба, с 1998 по 2002 г. — президент Французской международной группы по легкой атлетике GIFA.